# National Bank of Ethiopia
National Bank of Ethiopia är den nationella centralbanken i Etiopien med huvudkontor i Addis Abeba. Det är banken som ger ut valutan Birr. Den har samarbete med Commercial Bank of Ethiopia. Den är belägen i södra delen av staden, i anslutning till Bole Dembel Shoppingcenter, Addis Abebas näst största köpcentrum.